# Karl Ludwig von Normann
Karl Ludwig von Normann (* 22. April 1705 in Werder, Kreis Demmin; † 23. April 1780 in Neuwedell) war ein preußischer Generalmajor, Chef des Dragonerregiments Nr. 1, Ritter des Pour le Mérite sowie Erbherr auf Neuwedell, Nemischhof, Mienicken, Neu-Cörmitz und Silberberg.

## Leben

### Herkunft
Sein Vater war Philipp Martin von Normann, Erbherr auf Werder im Kreis Demmin und Treptow.

### Militärkarriere
Normann war seit März 1722 zunächst Kadett in Berlin und wurde am 22. August 1723 als Junker beim Regiment des Königs der Preußischen Armee angestellt. Als Sekondeleutnant kam er im September 1725 in das Dragonerregiment „von Platen“ und stieg hier zum Stabskapitän auf. Kurzzeitig war Normann von Februar bis April 1741 als Kompaniechef im Dragonerregiment „von der Schulenburg“ und kam anschließend in das Dragonerregiment „von Bissing“. Während des Ersten Schlesischen Krieges nahm Normann an der Schlacht bei Mollwitz teil und erhielt nach dem siegreichen Ausgang den Auftrag, die erbeuteten österreichischen Standarten zu Friedrich II. nach Ohlau zu bringen. In den folgenden Jahren stieg er weiter auf, wurde im Juli 1749 Oberst und erhielt im September 1753 den Posten als Regimentskommandeur. In dieser Stellung am 20. Mai 1755 zum Generalmajor befördert, ernannte ihn der König kurz darauf am 2. Juni zum Chef des Dragonerregiments „von Alemann“. Im Feldzug 1756/60 kämpfte Normann bei Lobositz und Prag. Für seine Leistungen während der Schlacht bei  Kolin wurde Normann mit dem Orden Pour le Mérite ausgezeichnet.
Er dimittierte am 5. April 1761 mit einem erheblichen Gnadengehalt.

### Familie
Normann hatte sich 1735 mit Amalie von Waldow verheiratet. Der Sohn Philipp Christian trat in württembergische Dienste.